# Драгица Гявочанова
Драгица Гявочанова (на македонска литературна норма: Драгица Ѓавочанова) е политик от Северна Македония.

## Биография
Родена е на 30 юли 1974 година в град Гевгели, тогава в Социалистическа федеративна република Югославия, но по произход е от Богданци. Завършва математика в Природо-математическия факултет на Скопския университет и след това става инженер по информатика в Щипския университет. Работи като учителка в Богданци и е членка на Общинския съвет на община Богданци. През август 2020 година става депутат от Социалдемократическия съюз на Македония в Събранието на Северна Македония на мястото на подалия оставка Зоран Заев.